# Rhagonycha manipurensis
Rhagonycha manipurensis là một loài bọ cánh cứng trong họ Cantharidae. Loài này được Wittmer miêu tả khoa học năm 1989.